# Wolf Hoffmann (Musiker)

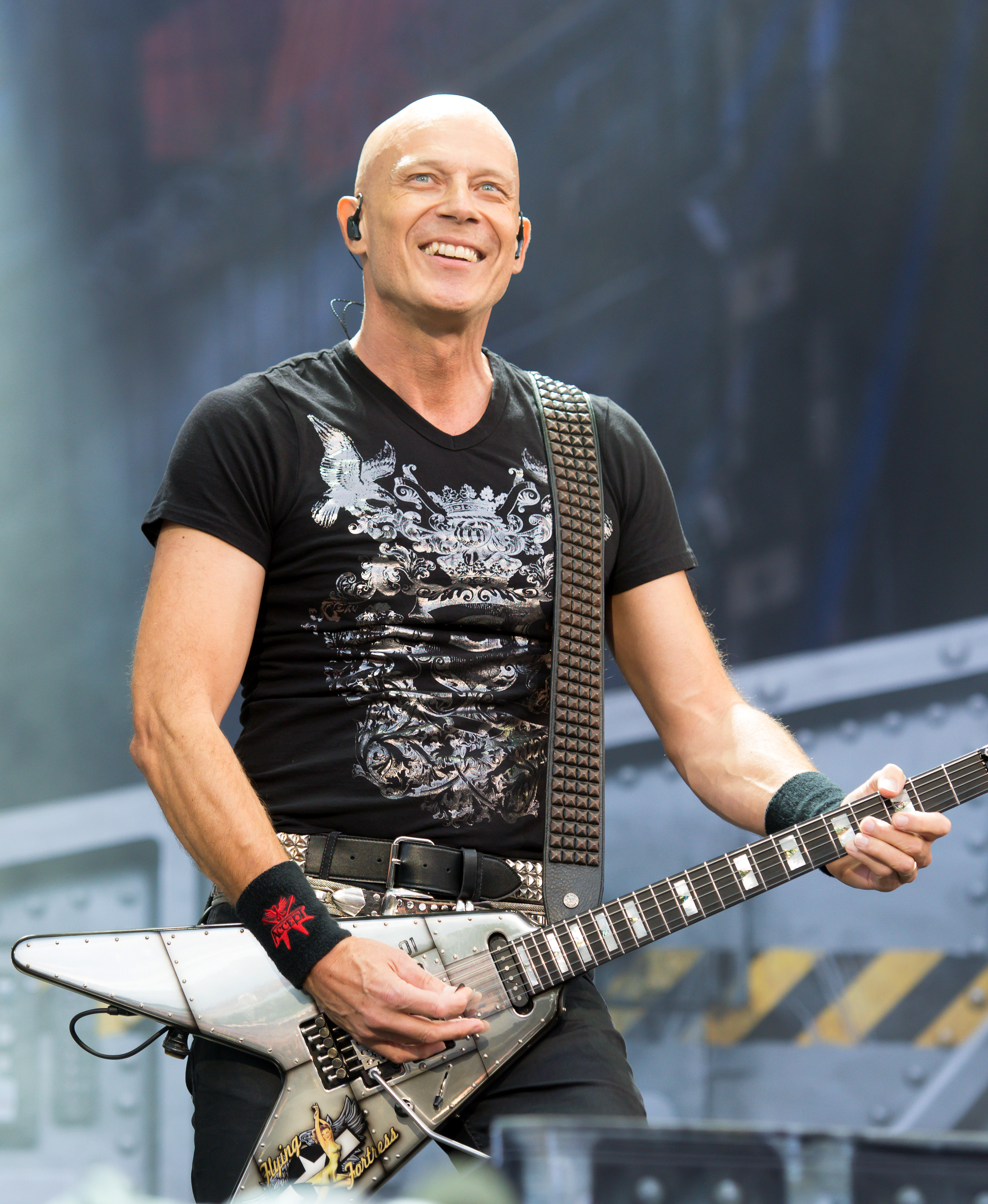
Wolf Hoffmann (2017)

Wolf Hoffmann (* 10. Dezember 1959 in Mainz) ist ein deutscher Musiker. Bekanntheit erlangte er als Gitarrist der Heavy-Metal-Band Accept.

## Biografie
Hoffmann wuchs in Wuppertal auf, sein Vater war Professor der Chemie und seine Mutter Hausfrau. Er besuchte ein Altsprachliches Gymnasium. Nach dem Abitur entschloss er sich für eine Karriere als Musiker mit der Metal-Band Accept, der er seit 1976 angehört.
1997 veröffentlichte er das Album Classical mit Rockversionen klassischer Stücke, das von Michael Wagener in Nashville produziert wurde. Bereits früher hatte er in Accept-Stücken seine Sympathie für klassische Komponisten anklingen lassen: Er baute beispielsweise Teile des Beethoven-Stücks „Für Elise“ in sein Gitarrensolo zum Titel „Metal Heart“ ein.
Er wirkte auch auf dem Soloalbum von Skid-Row-Sänger Sebastian Bach Bring 'Em Bach Alive! mit sowie 2000 auf dem japanischen Randy-Rhoads-Tributalbum Randy Rhoads Tribute mit Sebastian Bach beim Song I Don’t Know und mit Joe Lynn Turner beim Lied Diary of a Madman. Hoffmann spielte auch bei Skew Siskins Peace Breaker mit.
Hoffmann ist leidenschaftlicher Fotograf und schoss das Coverfoto für das Accept-Album Objection Overruled. In Accepts Schaffenspause von 1997 bis 2009/10 arbeitete Hoffmann als professioneller Fotograf. Er wohnt in Nashville, Tennessee, USA.
Wolf Hoffmann war verheiratet mit Gaby Hoffmann (geb. Hauke), Accepts Managerin bis September 2020. Gaby Hoffmann hat zu mehreren Accept-Alben die Texte unter dem Pseudonym Deaffy beigetragen. Seit September 2020 hat Antje Lange, vormals leitende Geschäftsführerin von Nuclear Blast, die Aufgabe des Managements von Accept übernommen. Jetzt ist Wolf mit Ava-Rebekah Rahman liiert, welche die Band bereits auf der Europäischen Orchester Tour namens „Symphonic Terror“ als Violinistin begleitete.